# Dancing Queen
"Dancing Queen" je pjesma švedske grupe ABBA i prvi singl s njihovog četvrtog studijskog albuma Arrival. Pjesmu su napisali Benny Andersson, Bjorn Ulvaeus, koji su također i producenti, a pisanju je pripomogao i Stig Anderson. Pjesma je kao singl objavljena u Švedskoj 16. kolovoza 1976., a kroz par dana i u Velikoj Britaniji i Europi. Ubrzo je postala veliki hit u cijelom svijetu, uz pojačana radijska emitiranja i popularnost u noćnim klubovima.
Dancing Queen je ABBA-in jedini hit broj jedan u SAD-u, također na vrhu ljestvica u Australiji, Belgiji, Brazilu, Irskoj, Meksiku, Novom Zelandu, Norveškoj, Južnoj Africi, Španjolskoj, Švedskoj, Velikoj Britaniji, Zapadnoj Njemačkoj i Zimbabveu i unutar top 5 na glazbenim ljestvicama u mnogim drugim zemljama.
"Dancing Queen" je, u glazbenom smislu, europop inačica američke disco-glazbe. Kako je disco-glazba dominirala američkim top-listama, grupa je odlučila slijediti trendove, stvarajući "Wall of Sound". U pjesmi se izmjenjuju "tromi ali zavodljivi stihovi" i "dramatičan zbor,  koji uzlazi do srce-parajućih visokih nota." Slojeviti glasovi Anni-Frid Lyngstad i Agnethe Faltskog posebni su zbog dinamičnosti, "savršeno [pregovarajući] mnoge melodijske kombinacije." Tekst pjesme govori o posjetu disku, ali iz kuta radosti samog plesanja pa je stoga emotivnija od mnogih disco-pjesama.

## Vanjske poveznice
- Discogs.com – ABBA ‎– Dancing Queen & That's Me (engl.)
- Službeni video pjesme na YouTubeu
- Riječi pjesme na MetroLyrics  Arhivirana inačica izvorne stranice od 30. listopada 2014. (Wayback Machine)